# Supermarine Seagull (1948)
Le Supermarine type 381 Seagull (Mouette) était un hydravion à coque monomoteur monoplan, conçu pendant la Seconde Guerre mondiale par Supermarine pour équiper la Royal Navy et la Royal Air Force. Deux prototypes furent terminés mais le projet ne déboucha pas sur une production en série.

### Développement lié
- Supermarine Walrus
- Supermarine Sea Otter

### Aéronefs comparables
- Consolidated PBY Catalina
- Grumman G-21 Goose
- Dornier Do 18